# 碧南市立大浜小学校
碧南市立大浜小学校（へきなんしりつ おおはましょうがっこう）は、愛知県碧南市浜田町1-1にある公立小学校。

## 地理
大浜小学校の学区は碧南市の南部に位置する。名鉄三河線碧南駅から南に徒歩10分。学区の南側は昭和30年代に矢作川河口部を干拓された水田地帯である。学区の西側や南西側は昭和40年代に衣浦湾を埋め立てて造成された衣浦臨海工業地域であり、トヨタ自動車衣浦工場、アイシン衣浦工場、JERA碧南火力発電所、ジクシス碧南LPG基地、へきなんたんトピアなどがある。
学区の北側は旧碧海郡大浜町の中心部であり、大浜湊の南北に林泉寺や西方寺や本伝寺や称名寺などの寺院がある。また、碧南市藤井達吉現代美術館や清沢満之記念館などの博物館があり、九重味淋本社工場や旧大浜警察署などの歴史的建造物もある。北西端もやはり衣浦臨海工場地域の一部であり、日新製鋼衣浦製造所などがある。日新製鋼衣浦製造所と大浜市街地の間は碧南市臨海公園となっている。

## 歴史

### 沿革
1871年（明治4年）2月に新民塾として設立された。1904年（明治37年）には木造校舎が建設され、1920年（大正9年）5月には南校舎を増築、1924年（大正13年）11月には改築された。1959年（昭和34年）の伊勢湾台風では校舎などが大きな被害を受けた。1977年（昭和52年）には明治末期から使用していた木造校舎を取り壊し、1980年（昭和55年）には鉄筋コンクリート造校舎が新築された。2012年（平成24年）には新校舎が建設され、その屋上は防災避難所として整備されている。

### 児童数の変遷
『愛知県小中学校誌』（2018年）によると、児童数の変遷は以下の通りである。
| 1947年（昭和22年） | 1790人 |  |
| 1957年（昭和32年） | 2095人 |  |
| 1967年（昭和42年） | 1333人 |  |
| 1977年（昭和52年） | 1161人 |  |
| 1987年（昭和62年） | 808人  |  |
| 1997年（平成9年）  | 726人  |  |
| 2007年（平成19年） | 675人  |  |
| 2017年（平成29年） | 624人  |  |

## 出身者
- 禰冝田政信（前碧南市長）